# Conservatorio di Santa Maria di Loreto
Il Conservatorio di Santa Maria di Loreto era uno dei quattro conservatori napoletani dalla quale fusione nacque l'attuale Conservatorio di San Pietro a Majella. Assieme alle altre tre scuole di musica, tale istituto fu tra il XVII e XVIII secolo il fulcro della gloriosa scuola musicale napoletana. 
Era il più antico conservatorio napoletano.

## Storia
Nel 1535 Maestro Francesco, un semplice artigiano, costruì una cappella nei pressi della Chiesa di Santa Maria di Loreto al fine di aiutare e raccogliere elemosine per i bambini orfani e poveri di ambo i sessi. Nel 1537 lo spagnolo Giovanni di Tapia vi costituì un orfanotrofio, il quale nel 1560 fu trasferito dal Governo di Napoli in una sede più grande sempre vicina a Santa Maria di Loreto. Alla direzione dell'istituto furono posti sei Governatori del Popolo di Napoli, i quali venivano eletti annualmente durante l'ultima domenica di agosto (quella dedicata appunto alla Madonna di Loreto); uno di loro assumeva la carica di Presidente del Sacro Consiglio. Successivamente le femmine furono trasferite in un'altra casa di cura.
Nel 1565 l'orfanotrofio fu affidato alle cure dei padri Somaschi, i quali si occuparono dell'insegnamento della grammatica, della filosofia, della religione e delle scienze. Non si sa però quando iniziò lo studio della musica. Si ha notizia di un maestro di cappella che prestò servizio nel 1633, quindi la trasformazione in conservatorio avvenne sicuramente fra queste due date. Invece il primo maestro noto lo si ha in un altro documento datato 1656, nel quale si parla di una cantata, intitolata Il fido campione della Divina Provvidenza, musicata da don Andrea Marino.
Però fu sotto Francesco Provenzale, primo maestro (direttore) dal 1664 al 1675, che la scuola iniziò a riscuotere notevole successo. Alla direzione del conservatorio seguirono altri maestri come Gaetano Veneziano, Nicola Acerbo, Pietro Bartilotti e Giuliano Perugino. Anche il celebre Alessandro Scarlatti per un mese nel 1689 prestò servizio come primo maestro. Nel XVIII secolo si annoverano altri grandi maestri della scuola musicale napoletana: Francesco Mancini (1720–37), Giovanni Fischietti (1737–39), Nicola Porpora (1739–41 e 1758–60), Francesco Durante (1742–61), Gennaro Manna (1756–61), Pietro Antonio Gallo (1761–77) e Fedele Fenaroli (1777–1807).
Nel 1806 si fuse con il conservatorio della Pietà dei Turchini e con il conservatorio di Sant'Onofrio a Porta Capuana dando origine al "Real Collegio di Musica" che, nel 1826, diverrà l'attuale conservatorio di San Pietro a Majella.
Era il conservatorio più grande e frequentato di Napoli; si conta che in media ogni dieci anni accoglieva oltre 1500 allievi. Questi indossavano una divisa sottana, zimarra e berretto bianchi. Il conservatorio poteva svolgere la sua attività grazie soprattutto alle numerose offerte degli abitanti di Borgo Loreto che si recavano spesso ad ascoltare i cori di fanciulli cantare durante le funzioni sacre.

## Persone legate al conservatorio
- Alessandro Scarlatti (maestro)
- Francesco Mancini (maestro)
- Francesco Durante (allievo e maestro)
- Gennaro Manna (allievo e maestro)
- Domenico Cimarosa (allievo e maestro)
- Gaetano Veneziano (allievo e maestro)
- Francesco Provenzale (allievo e maestro)
- Antonio Sacchini (allievo e maestro)
- Fedele Fenaroli (allievo e maestro)
- Nicola Porpora (allievo e maestro)
- Nicola Fiorenza (allievo e maestro)
- Michele Caballone (allievo)
- Giovanni Battista Pergolesi (allievo)
- Carlo Coccia (allievo)
- Nicola Bonifacio Logroscino (allievo)
- Pietro Alessandro Guglielmi (allievo)
- Tommaso Traetta (allievo)
- Giuseppe Giordani (allievo)